# Römisches Museum Lausanne-Vidy

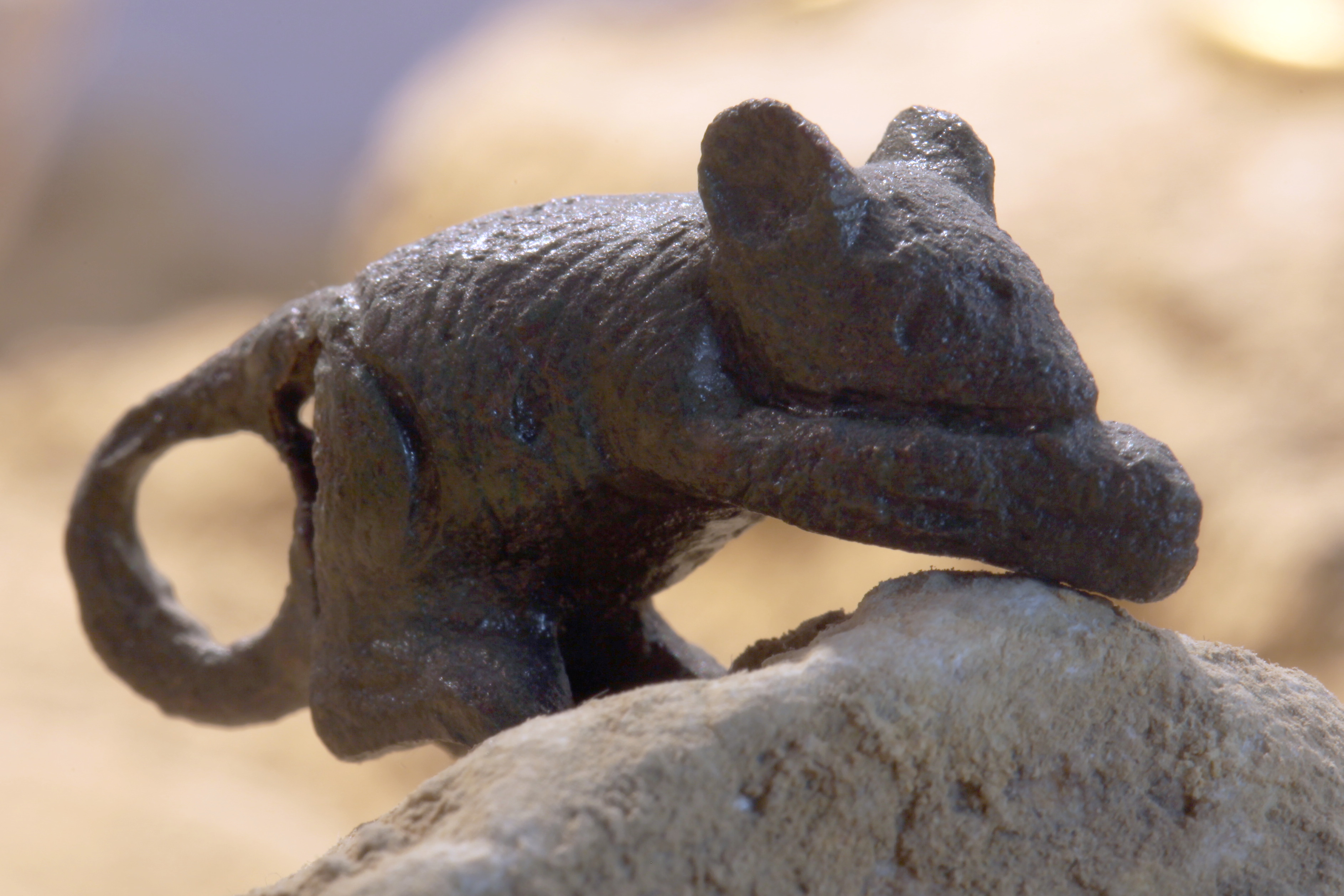
Bronze-Maus im Römischen Museum

Das Römische Museum Lausanne-Vidy (französisch Musée romain de Lausanne-Vidy) ist ein archäologisches Museum in Lausanne.

## Geschichte
Das erste Römermuseum in Lausanne wurde 1936 durch Frédéric Gilliard gegründet und eingerichtet. An dieser Stelle befand sich einst ein domus des gallorömischen vicus Lousonna.
Nach einem Umbau und einer Erweiterung öffnete im November 1993 das heutige Museum an gleicher Stelle. Neben wechselnden Sonderausstellungen zeigt seit 2002 die Dauerausstellung «Lousanna passé présent» Funde aus Lousanna. Das Leben der damaligen Bewohner wird durch verschiedene Alltagsgegenstände und Werkzeuge präsentiert, darunter Bronzegeschirr, Schmuck oder Vasen aus farbigem Glas. Zu sehen sind auch ein Ensemble von siebzig Goldmünzen.
Zum Museum gehören auch die Gärten um das Gebäude herum. Es liegt an der archäologischen Promenade, die zum weiteren römischen Überresten in Vidy führt.
Das Museum zählt zum Schweizerischen Inventar der Kulturgüter von nationaler und regionaler Bedeutung.

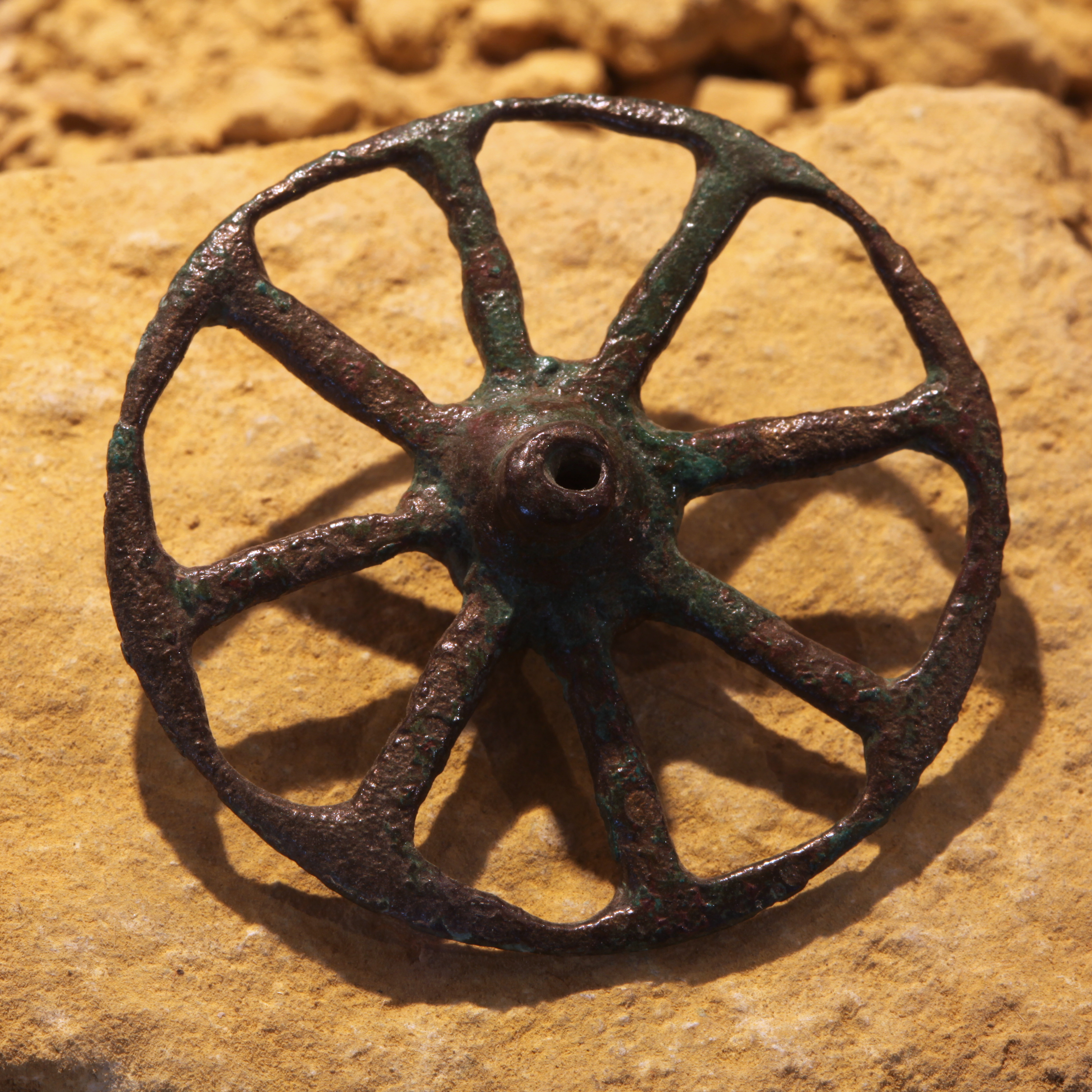
Miniaturrad
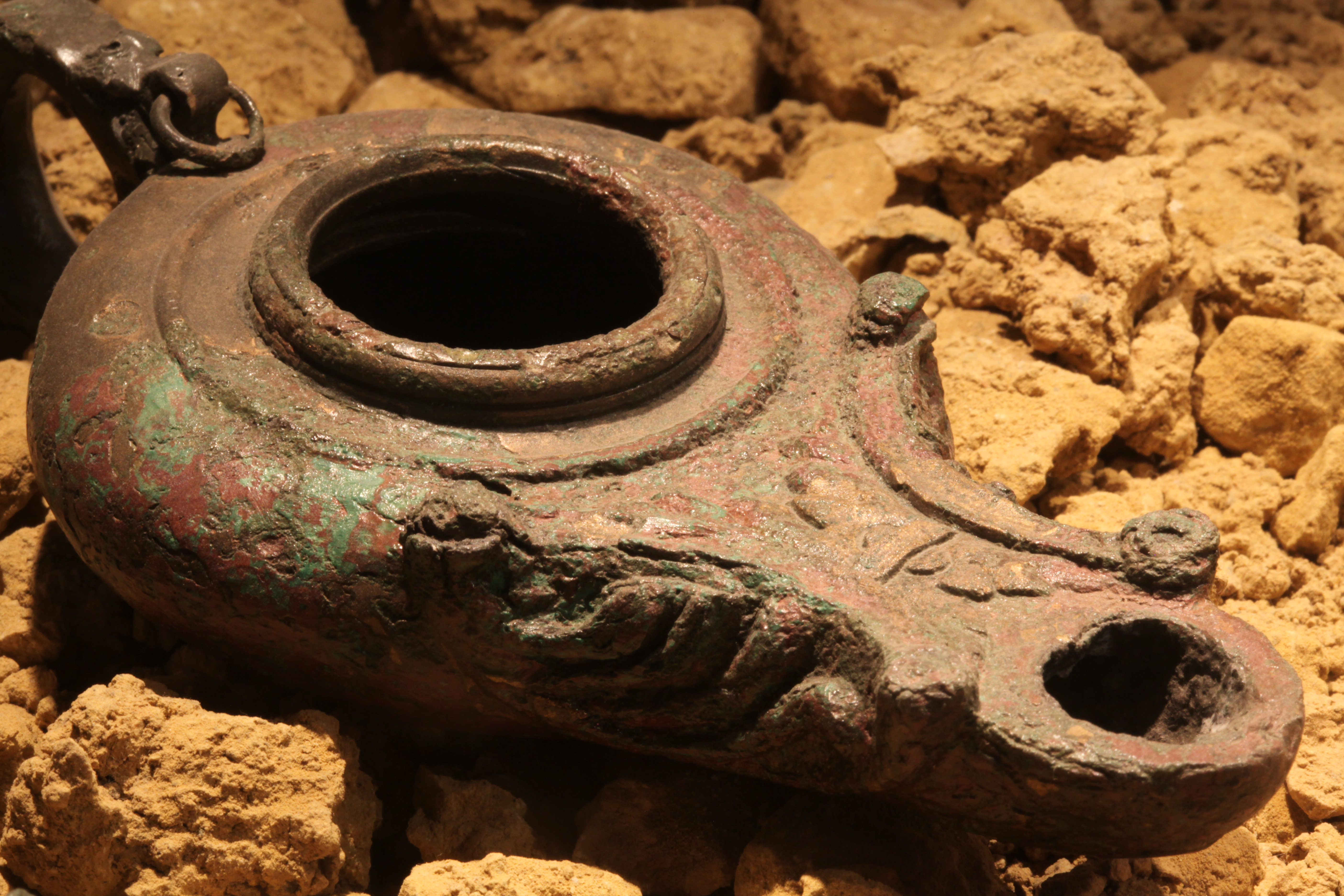
Öllampe
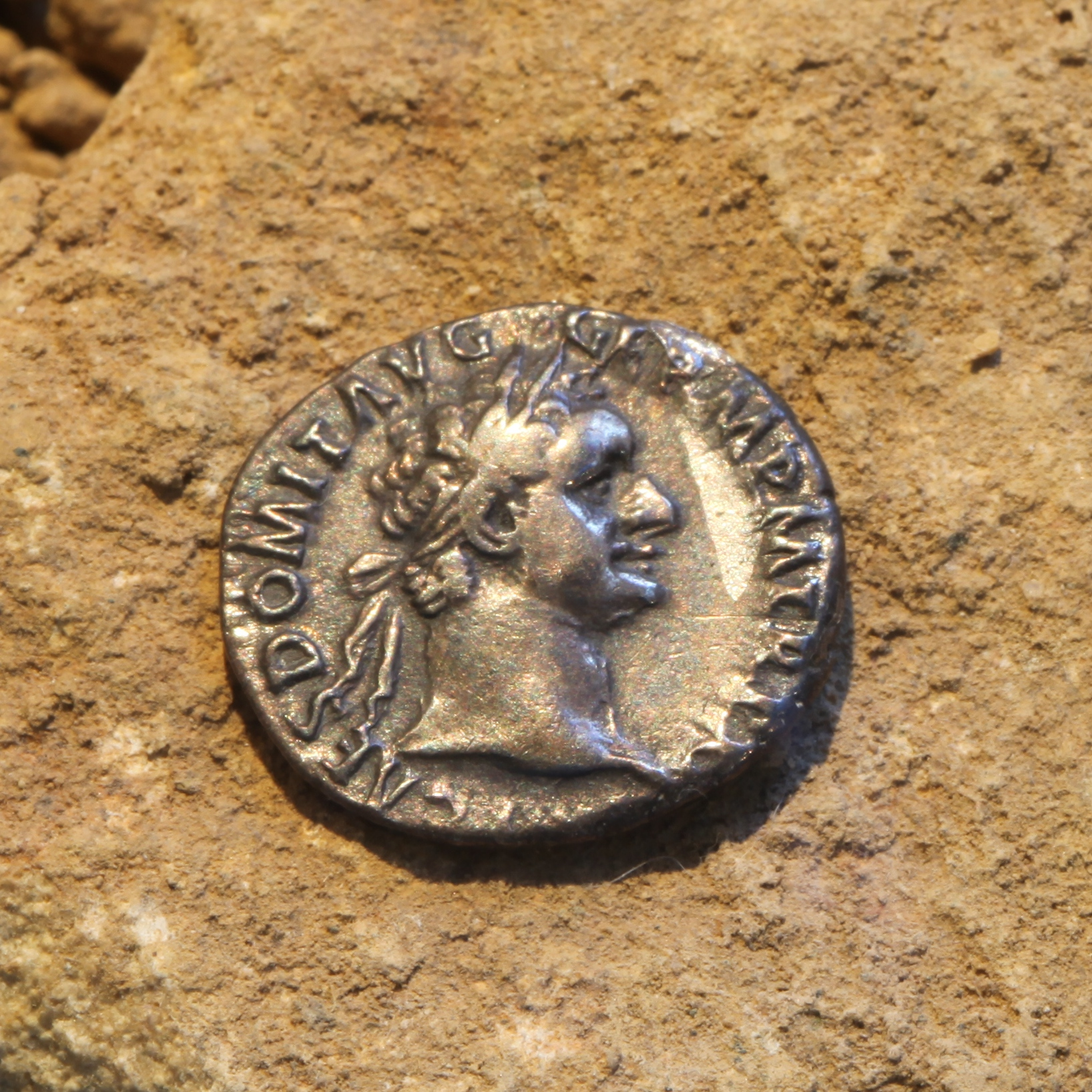
Silberdenar von Kaiser Domitian
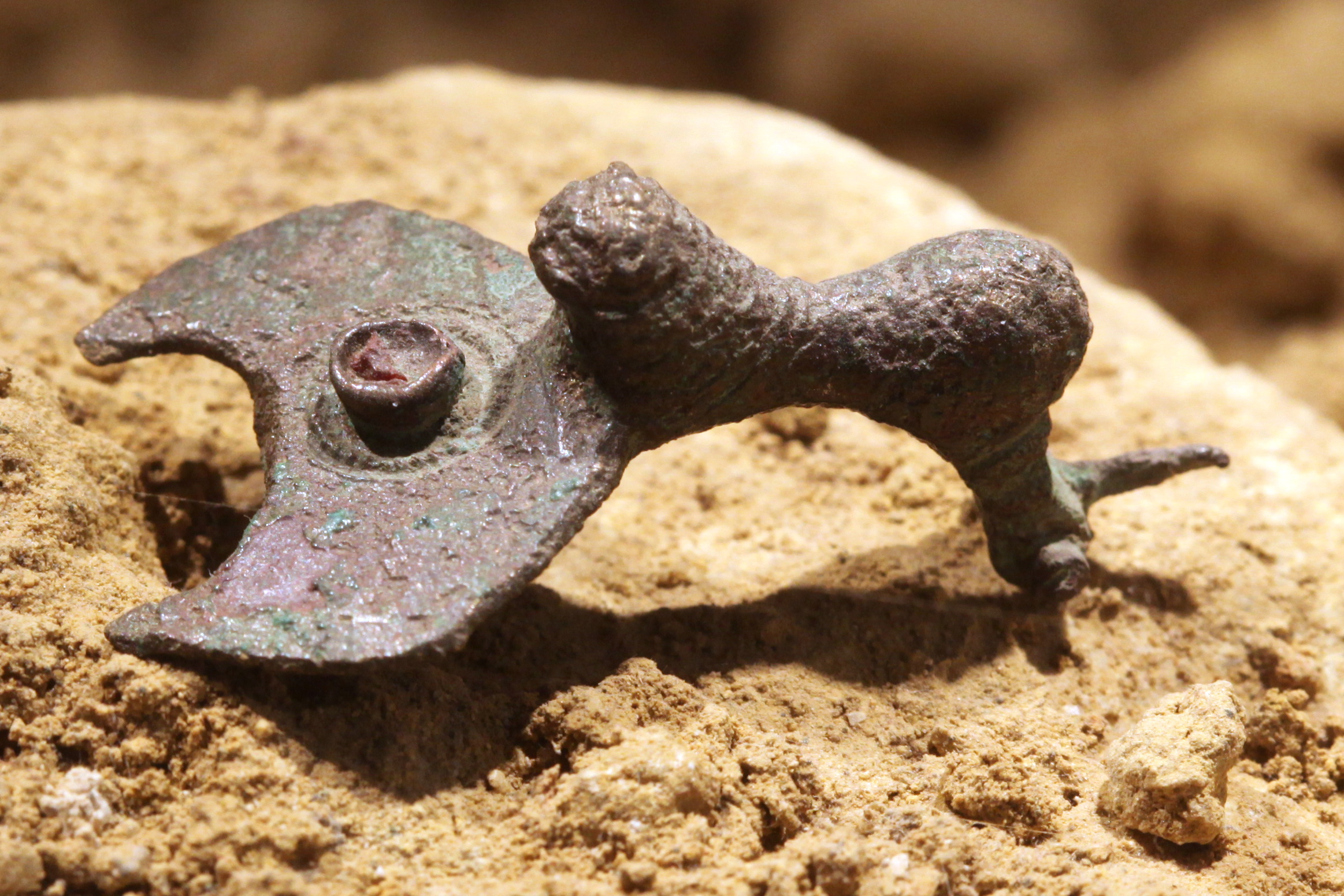
Brosche